# Combat de Campillo de Arenas
Expédition d'Espagne
Batailles
- Expédition d'Espagne
- Sainte-Marguerite
- Campillo de Arenas
- Pampelune
- Trocadéro

Le combat de Campillo de Arenas se déroule le 28 juillet 1823 et oppose le corps expéditionnaire français aux forces révolutionnaires libérales espagnoles durant l’expédition d'Espagne.

## Préambule et ordre de bataille
Apprenant que le général Ballestreros prenait avec son armée une position forte à Campillo de Arenas, le général Molitor fit concentrer ses forces, les 26 et 27 juillet, afin d’obliger l’ennemi à combattre dès le lendemain en donnant l’ordre suivant : « Demain 28, le 2e corps d’armée attaquera l’ennemi sur Campillo de Arenas.
 Le général Loverdo, avec sa division, partira de Montejicar, demain vers les six heures du matin, et aussitôt qu’il verra déboucher la division Pelleport, pour se porter par le chemin direct sur Campillo de Arenas, après avoir laissé son matériel à la suite de cette division. Arrivé à trois quart de lieue de Campillo de Arenas, et à la hauteur du Cortijo del Zaque, le général Loverdo s’y arrêtera pour voir arriver la division Pelleport et communiquer au besoin avec elle. 
 Le général Pelleport, avec sa division, partira de Guadahortuna, demain vers trois heures du matin, de manière à arriver à Montejicar avant six heures, et de là se portera par le chemin carrossable sur Campillo de Arenas  en passant par Noalejo : arrivé à environ une lieue de Campillo de Arenas, et à hauteur du Cortijo del Zaque, le général Pelleport s’y arrêtera pour reconnaitre la division Loverdo.
 Cette reconnaissance faite, les deux divisions se dirigeront vers le point d’attaque. La division Loverdo s’emparera des hauteurs qui dominent Campillo de Arenas, d’où ce général donnera à son attaque la direction qu’il jugera convenable, mais en tâchant toujours de lier ses mouvements avec ceux de la division Pelleport.
Le général Pelleport attaquant en même temps, se trouvera sur le flanc de l’ennemi ; il saisira tous les avantages de sa position pour lui couper la retraite.
 Le général Domon, avec sa division de dragons, soutiendra les mouvements de la division Pelleport et consommera la victoire que l’on doit attendre de la valeur des troupes, du talent et de dévouement de MM. les généraux.
Le général en chef sera avec le général Pelleport. »

## L’approche et la bataille
Arrivé à une lieue de Montejicar, le général Molitor, escorté de 50 chasseurs du 20e régiment de chasseurs à cheval, marchant en avant de la division Pelleport rencontra une reconnaissance ennemie d’une centaine de cavaliers qui firent feu. Aussitôt l’escorte attaqua et mit hors de combat 4 officiers et 10 cavaliers, faisant en plus un grand nombre de prisonniers.
La division Loverdo entra en action pour s’emparer des Albunuelas occupées par l’ennemi et dont une colonne du régiment léger d’Aragon cherchait à manœuvrer sur les arrières français. Le général Corsin fit alors attaquer un bataillon de voltigeurs soutenu par les 1er et 11e régiments d’infanterie de ligne qui repoussèrent les Espagnols dans les hauteurs de Santa Coloma avant de les poursuivre à travers les montagnes. Dans cette affaire le régiment léger d’Aragon laissa sur le terrain une quarantaine de morts et beaucoup de blessés et les troupes françaises se rendirent maîtresses des Albunuelas où les voltigeurs et les 1er et 11e de ligne français prirent position.
Dans le même temps, les voltigeurs des 4e et 8e légers conduits par le général Bonnemains se dirigeaient également vers les montagnes de las Albunuelas qui dominent Campillo de Arenas.
Toujours dans le même temps, le général en chef à la tête du la division Pelleport suivie des dragons du général Domon continuaient leur marche sur la droite des positions espagnoles. Le terrain devenant défavorable à l’artillerie, le général Molitor, la laissa à une demi-lieue de Campillo de Arenas à l’embranchement du chemin qui mène à Noalejo, Montejicar et Iznalloz sous la garde de 2 bataillons, réduisant ainsi ses forces à moins de 6 000 hommes.
Le général Saint-Chamans, à la tête des 4e et 20e régiments de chasseurs à cheval, poussa jusqu’à Noalejo, d’où il chassa l’ennemi, avant de revenir sur Campillo, où il retrouva les troupes du général Pelleport. Appuyée par deux compagnies de voltigeurs des 24e et 39e régiments d’infanterie de ligne, la cavalerie débusqua l’ennemi du village, puis les troupes françaises continuèrent leur effort sur les hauteurs dominant la vallée.
Pendant ce temps, le 24e régiment d’infanterie de ligne et un bataillon du 39e, sous les ordres du général Buchet était parvenu à s’établir sur un plateau au pied du Castillo où se trouvèrent le général en chef et les dragons du général Domon.
De son côté le général Loverdo envoya le général Bonnemains au moulin de Velasco, sur le Dormillo, où le 8e régiment d’infanterie légère chargea et bouscula le régiment léger de Valence et qui, après avoir résisté, fut mis en déroute complète. Le régiment espagnol perdit outre un nombre important de morts et de blessés, son drapeau, 2 lieutenants-colonels, 5 officiers et une cinquantaine de soldats qui furent faits prisonniers.
Les Espagnols occupaient les hauteurs entre Campillo et le Castillo avec 5 régiments d’infanterie et 700 à 800 cavaliers.
La majeure partie des troupes étaient engagée, le feu était extrêmement vif et les Espagnols combattaient avec ténacité. Deux de leurs régiments avaient chargé à la baïonnette mais avaient été repoussés. Les troupes du général Ballestreros qui avaient tenu un grand nombre de positions, principalement au Cortijo del Castillo, en furent chassées par les attaques des 4e et 8e légers, des 11e et 24e de ligne. Le 1er de ligne s’était emparé du Puerto de Arenas et gardait le cours du Dormillo et les débouchés sur Cambil.
Pressée de toutes parts, l’infanterie espagnole essaya de se rallier une quatrième fois. Elle se retira sur la position du Castillo, hérissa les rochers de tirailleurs et couronna les crêtes par ses troupes.
La 1re brigade de la division Loverdo et les voltigeurs de la 2e brigade, avec le 11e de ligne en réserve, attaquèrent la position du côté de Puerto de Arenas, tandis que le 24e de ligne soutenu par le 39e, la tournaient et l’abordaient. Les tirailleurs ennemis qui semblaient inaccessibles, furent délogés à la baïonnette et les lignes espagnoles furent forcées tant et si bien que les Espagnols furent contraints de se retirer en désordre sur Cambil laissant une grande quantité de morts, de blessés, de prisonniers, d’armes et de bagages.
La poursuite dura jusqu’à la nuit à une demi-lieue de Carchelejo (Cárcheles). Les difficultés du terrain empêchant l’action de l’artillerie et de la cavalerie française, sauvèrent de la destruction totale le corps du général Ballestreros.

## Bilan
Dans les deux nuits qui suivirent, plus de 1 500 soldats espagnols désertèrent. Ainsi le corps d’armée sur lequel le gouvernement des Cortès fondait le plus d’espérances pour la défense du midi de l’Espagne se trouvait réduit, le 30 juillet, à 8 000 hommes